# Stanisław Szymecki
Stanisław Szymecki (26 tháng 1 năm 1924 – 26 tháng 9 năm 2023) là  một giám mục của Giáo hội Công giáo người Ba Lan. Hiện nay ông 97 tuổi và được xem là giám mục lớn tuổi nhất còn sống tại Ba Lan.

## Cuộc đời
Stanisław Szymecki sinh ra tại Katowice và được thụ phong linh mục ngày 3 tháng 7 năm 1947. linh mục Stanisław Szymecki được bổ nhiệm làm giám mục Giáo phận Kielce vào ngày 27 tháng 3 năm 1981. Giám mục Stanisław Szymecki được thụ phong vào ngày 12 tháng 4 năm 1981. Stanisław Szymecki sau đó được bổ nhiệm làm Tổng giám mục của Tổng giáo phận Białystok vào ngày 15 tháng 5 năm 1993. ông nghỉ hưu tại Tổng giáo phận Białystok  vào ngày 16 tháng 11 năm 2000.
Ông qua đời ở Białystok vào ngày 26 tháng 9 năm 2023, thọ 99 tuổi.